# 阿马杜·戈恩·库利巴利
阿馬杜·戈恩·庫利巴利（法語：Amadou Gon Coulibaly；1959年2月10日—2020年7月8日），是一名科特迪瓦政治人物和律師，曾出任阿拉萨内·瓦塔拉的總統府秘書長，在象牙海岸總理任內去世。

## 生平
1990年代初，庫利巴利擔任時任總理阿拉萨内·瓦塔拉的技術顧問。自1995年至2000年庫利巴利曾擔任国民议会議員和科霍戈市長，後在2002年至2010年成為農業部部長。
2017年1月10日，担任总统的瓦塔拉任命庫利巴利為科特迪瓦總理。，1月11日宣布組成新政府，該政府被普遍認為與前任總理達尼埃爾·卡布蘭·敦坎所領導的政府大致相似，沿用了大部分的內閣部長。2017年7月19日，庫利巴利同時被指派為國家預算部長。
2017年9月，庫利巴利在共和人士聯盟的第三屆常會上被任命為第一副主席。2018年7月，瓦塔拉因執政黨內部問題而解散內閣後，庫利巴利再次被任命組建新政府。

## 健康與逝世
庫利巴利曾在2012年接受心臟移植手術，2020年前往法國長期居留，以便接受心臟檢查和休養，2020年7月2日返回象牙海岸。7月8日，庫利巴利於每週一次的內閣會議上感到不適，隨後被送往醫院並逝世，享壽61歲。